# Tapinopterus bischoffi
Tapinopterus bischoffi is een keversoort uit de familie van de loopkevers (Carabidae). De wetenschappelijke naam van de soort is voor het eerst geldig gepubliceerd in 1936 door G.Muller.